# Гідравлічний ухил
Гідравлі́чний у́хил — величина спаду лінії повного напору потоку рідини на одиницю довжини потоку і є характеристикою втрати напору (питомої механічної енергії) на одиниці довжини.
Гідравлічний ухил можна визначити за формулою:
{\displaystyle I={\frac {h_{W}}{L}}},
де hW — спад лінії повного напору на довжині L потоку.
З врахуванням величини втрати напору, вираженої через рівняння Бернуллі для реальних потоків в'язких рідин, гідравлічний ухил на довжині L між перерізами 1 і 2 становить:
{\displaystyle I={\frac {\left(z_{1}+{\frac {p_{1}}{\rho g}}+{\frac {\alpha _{1}{V_{1}}^{2}}{2g}}\right)-\left(z_{2}+{\frac {p_{2}}{\rho g}}+{\frac {\alpha _{2}{V_{2}}^{2}}{2g}}\right)}{L}},}
де {\displaystyle z_{1},z_{2}} — висота положення потоку у перерізах 1 і 2, відповідно;
{\displaystyle p_{1},p_{2}} — тиск у перерізах 1 і 2 потоку;
{\displaystyle V_{1},V_{2}} — середня швидкість потоку у перерізах 1 і 2 потоку;
{\displaystyle \alpha _{1},\alpha _{2}} — коефіцієнти кінетичної енергії (коефіцієнти Коріоліса) у відповідних перерізах потоку.
Вирази {\displaystyle \left(z_{1}+{\frac {p_{1}}{\rho g}}+{\frac {\alpha _{1}{V_{1}}^{2}}{2g}}\right)} і {\displaystyle \left(z_{2}+{\frac {p_{2}}{\rho g}}+{\frac {\alpha _{2}{V_{2}}^{2}}{2g}}\right)} називаються повними напорами у відповідних перерізах потоку.
Поняття і значення гідравлічного ухилу найчастіше використовується у формулах Манінга та Шезі при розрахунку безнапірних потоків.